# Château de la Pioline
Le château de la Pioline est situé sur la commune d'Aix-en-Provence dans le département des Bouches-du-Rhône. 
L'ancien moulin de Verdache du XIVe siècle, devenu au fil des siècles une somptueuse demeure du XVIe siècle est actuellement un hôtel et un restaurant. Le château fait l’objet d’un classement au titre des monuments historiques depuis le 20 janvier 1976.

## Historique
En 1303, est édifié le moulin de Verdache du nom de son propriétaire le seigneur Rodolphe de Verdache. Racheté au XVIe siècle par Arnaud de Borilli, trésorier général du roi en Provence. Il accueille Charles Quint durant le siège de Marseille (1524), et plus tard Catherine de Médicis. Henri III érige le domaine en fief. Au XVIIe siècle, Renaud de Piolenc, écuyer d'Aix et seigneur de Cornillon, l'achète et apporte des modifications à la façade. Au XVIIIe siècle le château de la Pioline est vendu aux enchères et le marquis de Meyronnet entreprend la construction de deux ailes richement décorées et de la cour d'honneur dotée d'une fontaine centrale. Après la Révolution, il change plusieurs fois de mains, puis est laissé un temps à l'abandon.
Un antiquaire le restaure et obtient son classement parmi les monuments historiques le 20 janvier 1976. C'est maintenant un hôtel restaurant qui accueille le chef Pierre Reboul depuis 2016.